# Profítis Ilías (Samothrace)
Pour les articles homonymes, voir Profítis Ilías.
Profítis Ilías (grec moderne : Προφήτης Ηλίας) est une localité située dans le dème de Samothrace, dans le district régional d'Évros, dans la périphérie de Macédoine-Orientale-et-Thrace, en Grèce.
Selon le recensement de 2021, la localité compte 154 habitants.